# Jack Donohue
John Edward "Jack" Donohue, född 3 november 1908 i Brooklyn i New York i New York, död 27 mars 1984 i Marina del Rey i Los Angeles i Kalifornien, var en amerikansk filmregissör, koreograf, skådespelare, dansare m.m.
Han var 1936–1950 gift med Tutta Rolf och hade med henne dottern Jill Donohue.

## Filmografi i urval
- 1954 - Lucky Me
- 1953 - Västerns vilda dotter
- 1950 - Ur vattnet i elden
- 1949 - Madame Bovary
- 1947 - Andy Hardys kärleksbekymmer
- 1947 - Drömmarnas bro
- 1945 – Säg det med sång
- 1943 - Vi i vilda västern
- 1940 - Kyss henne!